# Deutscher Rock ’n’ Roll und Boogie-Woogie Verband
Der Deutsche Rock’n’Roll und Boogie-Woogie Verband e.V. (DRBV) fördert den Rock’n’Roll- und Boogie-Woogie-Tanzsport im Breiten- und Wettkampfsport-Bereich in Deutschland. Er wurde 1983 gegründet und hat seinen Sitz in Augsburg.
Der DRBV ist dem Deutschen Tanzsportverband als organisatorisch eigenständiger Fachverband mit besonderer Aufgabenstellung angegliedert und Mitglied im Deutschen Sportbund. International repräsentiert er Deutschland in der World Rock’n’Roll Confederation.
Der Verband besteht aus verschiedenen Landesverbänden. Die Organe sind die Mitgliederversammlung (MV) als oberste Instanz, das Präsidium, der Hauptausschuss (HAS) und die Vollversammlung der Deutschen Rock’n’Roll und Boogie-Woogie Jugend. Der Sportausschuss (SAS) und der Jugendausschuss (JAS) bestehen als ständige Fachausschüsse.

## Turniere
Der DRBV koordiniert die wichtigsten deutschen Turniere in den Tänzen Rock’n’Roll und Boogie-Woogie, sowohl für Paare als auch Formationen. Auch internationale Turniere werden regelmäßig durch den DRBV in Deutschland koordiniert. Die Veranstaltung wird dabei in der Regel durch lokale Tanzsportvereine durchgeführt.
Gleichgeschlechtliche Paare dürfen im DRBV ausschließlich auf Breitensportebene Turniere tanzen. Mit der Arbeitsgruppe Equality hat der DRBV sich die Aufgabe gestellt, den Turniersport im DRBV gleichberechtigt zu gestalten, ohne Einschränkungen aufgrund der Geschlechter.
Im Zuge dieser Tätigkeit publiziert der DRBV auch die deutschen Ranglisten in diesen Disziplinen. sowie die Listen der Deutschen Meister sowie internationaler Titel wie beispielsweise Weltmeistertitel der World Rock’n’Roll Confederation.

## Meistertitel (Auswahl)

### Formationen
- Die Formation Meisterjäger wurde 2011 bis 2014 4-facher Deutscher Meister in der Masterklasse Rock’n’Roll.
- Die Formation Rock'n'Roll DreamTeam wurde 2007 bis 2010 4-facher Deutscher Meister und 3-facher Weltmeister (2006–2008) in der Masterklasse Rock’n’Roll.
- Die Formation Wilder Süden wurde 1998, 2000 bis 2004 6-facher Deutscher Meister und 7-facher Weltmeister (1999[7]-2005) in der Masterklasse Rock’n’Roll.
- Die Formation Boogie Magic’s Hohenbrunn ist 8-facher Weltmeister und 13-facher Deutscher Meister in der Masterklasse Boogie-Woogie.
- Die Formation S-Smileys wurde 2011 bis 2013 3-facher Deutscher Meister in der Startklasse Girl (Freedance Jugend) Formation Rock’n’Roll.
- Die Formation Formation 1 wurde 2011 bis 2015 5-facher Deutscher Meister sowie 2012 Weltmeister bei den Jugendformationen.

### Einzel
| Klasse | Dame             | Herr               | Deutscher Meister | Deutscher Meister                  | Weltmeister | Weltmeister |                           |
| ------ | ---------------- | ------------------ | ----------------- | ---------------------------------- | ----------- | ----------- | ------------------------- |
| A      | Elisabeth Bertz  | Christan Langer    | 1                 | 2023                               | -           | -           | -                         |
| A      | Michelle Uhl     | Tobias Bludau      | 6                 | 2022, 2021, 2019, 2018, 2017, 2015 | 1           | 2022        | 1. Platz World Games 2022 |
| A      | Jeanette Uhl     | Mario Bludau       | 1                 | 2016                               | -           | -           | -                         |
| A      | Katharina Bürger | Tobias Bludau      | 1                 | 2015                               | -           | -           | -                         |
| A      | Melanie Franke   | Tobias Bludau      | 2                 | 2013, 2012                         | -           | -           | -                         |
| A      | Verena Rau       | Andreas Heidler    | 2                 | 2010, 2008                         | -           | -           | -                         |
| A      | Meike Lameli     | André Di Giovanni  | 2                 | 2007, 2005                         | -           | -           | -                         |
| A      | Verena Baumann   | Werner Euringer    | 2                 | 2006, 2004                         | -           | -           | -                         |
| A      | Claudia Rüssel   | Christian Rüssel   | 2                 | 2003, 2000                         | -           | -           | -                         |
| A      | Beate Wolf       | Andreas Wolf       | 6                 | 1999, 1998, (2×) 1997, 1996, 1994  | 2           | 2000, 1997  | -                         |
| A      | Claudia Heckers  | Heico Bartsch      | 1                 | 1998                               | 1           | 1998        | -                         |
| A      | Birgit Hartmann  | Peter Fenkl        | 4                 | 1996, 1995, 1994, 1991             | -           | -           | -                         |
| A      | Alexandra Mandt  | Jens Schulz        | 1                 | 1993                               | 1           | 1993        | -                         |
| A      | Sylvia Ludwig    | Oliver Zeitvogel   | 2                 | 1990, 1989                         | 2           | 1990, 1989  | -                         |
| A      | Monika Bex       | Klaus Goertz       | -                 | -                                  | 1           | 1989        | -                         |
| A      | Monika Klein     | Konrad Klein       | 1                 | 1988                               | 1           | 1988        | -                         |
| A      | Petra Barre      | Joachim Korff      | 2                 | 1986, 1982                         | -           | -           | -                         |
| A      | Karin Schmitz    | Wolfgang Blöcher   | 1                 | 1985                               | 1           | 1985        | -                         |
| A      | Sylvia Ludwig    | Ali Rombold        | 2                 | 1985, 1984                         | -           | -           | -                         |
| A      | Claudia Metz     | Hardy Hermann      | -                 | -                                  | 1           | 1983        | -                         |
| A      | Beate Keller     | Stephan Bachmaier  | 2                 | 1981, 1980                         | 1           | 1982        | -                         |
| A      | Dagmar Polinow   | Wolf D. Kraus      | -                 | -                                  | 1           | 1982        | -                         |
| A      | Margit Haag      | Peter Haag         | 3                 | 1981, 1979, 1978                   | 1           | 1981        | -                         |
| A      | Marlies Baumgart | Werner Gutgesell   | 1                 | 1980                               | -           | -           | -                         |
| A      | Betina Pokorny   | Jorg Heumann       | -                 | -                                  | 1           | 1980        | -                         |
| A      | Gabi Roider      | Johann Ratberger   | 1                 | 1981                               | 2           | 1980, 1979  | -                         |
| A      | Sylvia Amend     | Rainer Amend       | 2                 | 1978, 1977                         | -           | -           | -                         |
| A      | Eva Steinberg    | Gagi Fred Ostertag | 4                 | 1973, 1972, 1971, 1970             | -           | -           | -                         |
| A      | Erika von Loefen | Kalle Gaffkus      | 4                 | 1956, 1955, 1954, 1953             | -           | -           | -                         |

(Gemäß Verbandsinformationen)